# Alebrijes de Oaxaca Fútbol Club
Alebrijes de Oaxaca Fútbol Club é um time de futebol mexicano com sede na cidade de Oaxaca, estado de Oaxaca. Eles jogam na segunda divisão da liga mexicana de futebol, Liga de Expansión MX. A equipe foi criada quando a franquia Tecamachalco conquistou o título da Segunda División e ganhou a promoção para o Ascenso MX. Devido à infraestrutura precária, eles não puderam participar, o que levou à formação da nova franquia Oaxaca.

## História
Na busca da equipe por um novo local, os donos da franquia Tecamachalco receberam apoio do governo do estado de Oaxaca. Eles também receberam o apoio de um grupo de empresários liderados por Carlos Ojeda, de Laredo, que queria trazer o futebol profissional de volta ao estado de Oaxaca.
Em 10 de dezembro de 2012, o presidente da Liga MX, Ascenso MX e Décio de María fizeram o anúncio oficial no prédio da capital do estado do início de um novo clube de futebol.
O nome do clube foi alterado para "Alebrijes" após votação do público. O novo nome refere-se às coloridas esculturas folclóricas feitas no estado.
Em 20 de julho de 2013, eles jogaram seu primeiro jogo no Ascenso MX, empatando em 2 a 2 com o Atlético San Luis. Em 9 de abril de 2014, Alebrijes perdeu as finais da Clausura 2014 Copa MX contra o Tigres UANL por 3-0 no Estadio Universitario.
Em 2 de dezembro de 2017, Oaxaca derrotou o FC Juárez nos pênaltis para vencer o torneio Apertura 2017 Ascenso MX torneio.
Em 28 de maio de 2019, Oaxaca teve uma mudança administrativa, e a franquia pertencente ao Grupo Tecamachalco foi pausada por um ano para que seus proprietários pudessem encontrar uma nova cidade e remodelar a administração do clube. Enquanto isso, a franquia pertencente ao Zacatepec Siglo XXI (em hiato entre 2017 e 2019) foi transferida para Oaxaca para garantir a continuidade do Alebrijes no Ascenso MX. No primeiro torneio  com a nova diretoria, o time conquistou o campeonato ao derrotar o Atlético Zacatepec com um placar agregado de 5 a 3, com isso, o time conquistou o segundo título da sua história, sendo também o último troféu conquistado em a história do Ascenso MX.

## Estádio
Alebrijes de Oaxaca joga em casa no Estadio Tecnológico de Oaxaca em Oaxaca City, Oaxaca. A capacidade do estádio é de 14.950 pessoas. Sua superfície é coberta por grama natural.